# 鴨志田貴司
鴨志田 貴司（かもしだ たかし、1983年12月29日 - ）は、茨城県久慈郡大子町出身の元プロ野球選手（投手）、元コーチ。右投右打。

## 経歴

### プロ入り前
大子リトルで野球を始め、勝田シニアでエース。水戸短大附高校時代は最速152km/hの速球で鳴らし、3年春は県大会優勝。同じく速球派投手であり、後にオリックスでチームメイトとなる日南学園高の寺原隼人とともに「東の鴨志田、西の寺原」と言われた。
2001年度ドラフト会議にて読売ジャイアンツから3巡目指名を受け、入団。

### 巨人時代
2002年にその年の独走優勝もあり消化試合で一軍テスト登板。新人ながら10月10日の対ヤクルトスワローズ戦で初セーブを挙げる。
2003年はリリーフ崩壊をうけ原辰徳監督に戦力として期待されるが、7月18日の対横浜ベイスターズ戦で小田嶋正邦にサヨナラ満塁本塁打を浴びるなど、満足な成績を挙げられず二軍へ降格。
2006年、13イニングで11四球と制球難を克服できなかったが、ファームでは抑えの切り札として三振の山を築く。11月7日に谷佳知との交換トレードで長田昌浩と共にオリックス・バファローズへ移籍。

### オリックス時代

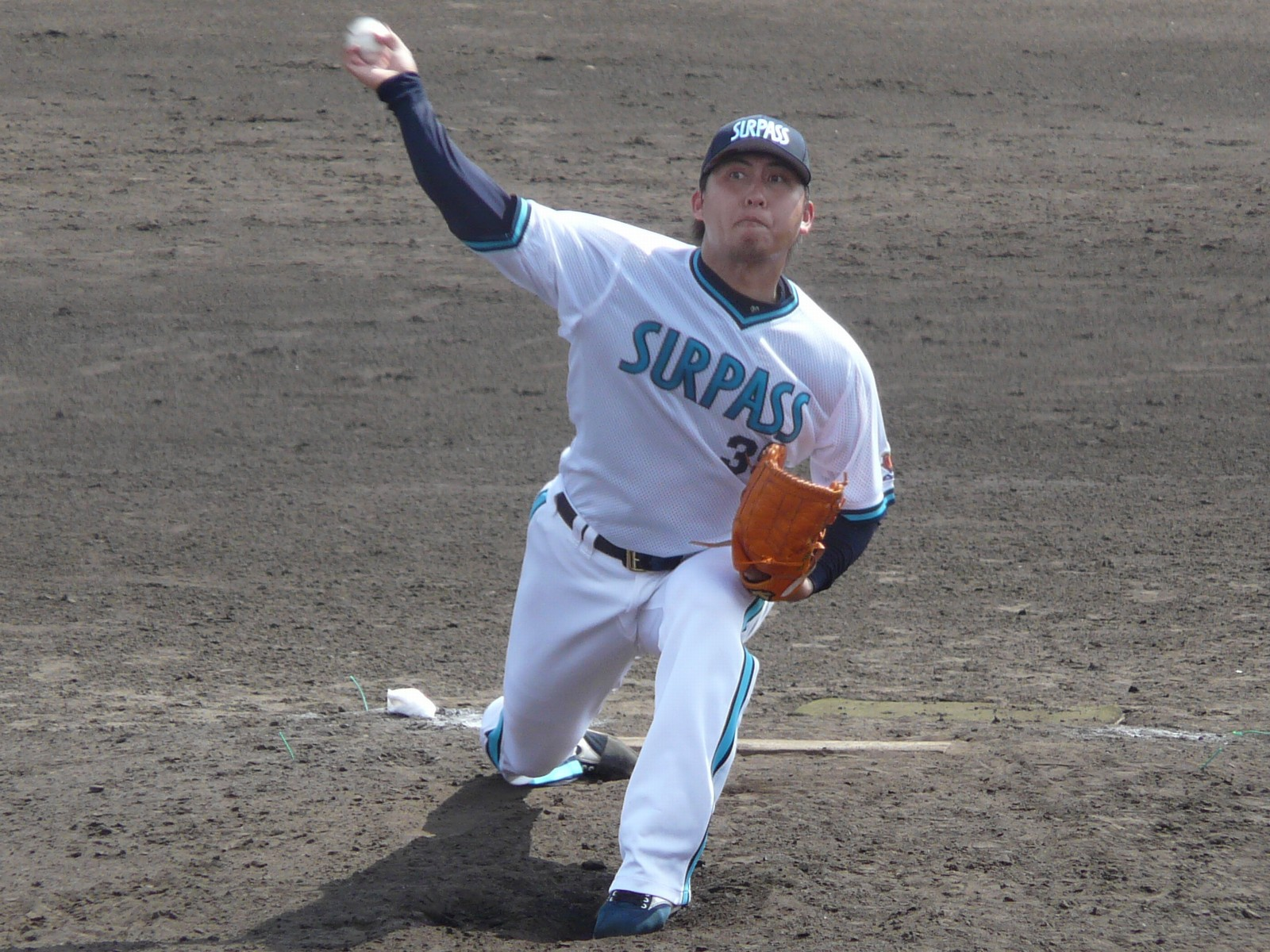
2008年7月2日、舞洲ベースボールスタジアムにて

2007年、不調の年に終わり、一軍でも未登板に終わる。シーズン終了後にウィンターリーグに派遣され、5セーブ防御率0.98、リリーフ起用ながら奪三振王争いに絡む好成績を残した。この好投を見たテリー・コリンズ監督に「こんな投手がうちのチームにいたのか」とコメントされている。
2008年、4月に先発投手不足をうけプロ入り初先発するも1回3分の2、5四球で降板。以降一軍での登板はなかった。
2009年、課題の制球難克服のために投球の腕を下げ、スリークォーター気味のサイドスローへ転向。中継ぎで7試合に登板したが防御率10.13と打ち込まれた上に8投球回で7与四球、2被本塁打、15被安打と精彩を欠き、一軍定着はならなかった。
2010年、5月30日に一軍登録されるとビハインドの展開での登板が主でありながらもリリーフ陣の一角として定着した。26試合に登板し、防御率2.30、奪三振率10.21の好成績を残した。
2011年、引き続きビハインドでの場面で登板し、リリーフ陣の一角を担った。9月18日の千葉ロッテマリーンズ戦では先発のエバン・マクレーンが1回途中5失点でKOした際に緊急登板し、1回2/3を投げて被安打2・奪三振2で抑え、その後のチームの逆転勝利に貢献する働きを見せた。登板数は前年度よりも少ない18試合ながらも防御率1.76と好成績を残した。
2012年、一軍での登板は6月下旬の2試合のみに終わった。二軍では37試合に登板し、1勝1敗3セーブ、防御率1.94の好成績を収めた。
2013年、6月16日の東京ヤクルトスワローズ戦で12年目にしてプロ初勝利を挙げるが、この年も一軍では6月に2試合に登板したのみで10月7日に球団から戦力外通告を受け、現役を引退。

### 引退後
2019年2月22日、同年からベースボール・チャレンジ・リーグに参加する茨城アストロプラネッツでの鴨志田のコーチ就任が発表されたが、同年12月26日に鴨志田の退任が発表された。
2020年6月27日、古巣の巨人とOBスカウトとしての契約を締結し、茨城エリアの有望選手の情報を巨人に提供する役割を担っている。

## 詳細情報

### 年度別投手成績
| 年 度      | 球 団      | 登 板 | 先 発 | 完 投 | 完 封 | 無 四 球 | 勝 利 | 敗 戦 | セ 丨 ブ | ホ 丨 ル ド | 勝 率 | 打 者 | 投 球 回 | 被 安 打 | 被 本 塁 打 | 与 四 球 | 敬 遠 | 与 死 球 | 奪 三 振 | 暴 投 | ボ 丨 ク | 失 点 | 自 責 点 | 防 御 率 | W H I P |
| ---------- | ---------- | ----- | ----- | ----- | ----- | -------- | ----- | ----- | -------- | ----------- | ----- | ----- | -------- | -------- | ----------- | -------- | ----- | -------- | -------- | ----- | -------- | ----- | -------- | -------- | ------- |
| 2002       | 巨人       | 3     | 0     | 0     | 0     | 0        | 0     | 0     | 1        | --          | ----  | 11    | 3.0      | 2        | 0           | 0        | 0     | 0        | 3        | 0     | 0        | 0     | 0        | 0.00     | 0.67    |
| 2003       | 巨人       | 11    | 0     | 0     | 0     | 0        | 0     | 2     | 0        | --          | .000  | 49    | 10.0     | 14       | 2           | 7        | 1     | 0        | 12       | 1     | 0        | 13    | 13       | 11.70    | 2.10    |
| 2004       | 巨人       | 2     | 0     | 0     | 0     | 0        | 0     | 1     | 0        | --          | .000  | 9     | 2.0      | 3        | 0           | 1        | 0     | 0        | 1        | 0     | 0        | 1     | 1        | 4.50     | 2.00    |
| 2005       | 巨人       | 5     | 0     | 0     | 0     | 0        | 0     | 0     | 0        | 0           | ----  | 32    | 7.0      | 10       | 0           | 1        | 0     | 0        | 6        | 0     | 0        | 4     | 4        | 5.14     | 1.57    |
| 2006       | 巨人       | 13    | 0     | 0     | 0     | 0        | 0     | 0     | 0        | 0           | ----  | 67    | 13.1     | 18       | 1           | 11       | 0     | 0        | 12       | 1     | 0        | 11    | 9        | 6.08     | 2.18    |
| 2008       | オリックス | 1     | 1     | 0     | 0     | 0        | 0     | 1     | 0        | 0           | .000  | 10    | 1.2      | 2        | 0           | 5        | 0     | 0        | 0        | 0     | 0        | 3     | 3        | 16.20    | 4.20    |
| 2009       | オリックス | 6     | 0     | 0     | 0     | 0        | 0     | 0     | 0        | 0           | ----  | 42    | 8.0      | 15       | 2           | 7        | 0     | 0        | 7        | 0     | 0        | 9     | 9        | 10.13    | 2.75    |
| 2010       | オリックス | 26    | 0     | 0     | 0     | 0        | 0     | 0     | 0        | 4           | ----  | 114   | 27.1     | 18       | 2           | 13       | 0     | 3        | 31       | 1     | 0        | 7     | 7        | 2.30     | 1.14    |
| 2011       | オリックス | 18    | 0     | 0     | 0     | 0        | 0     | 0     | 0        | 1           | ----  | 64    | 15.1     | 9        | 0           | 8        | 0     | 3        | 15       | 3     | 0        | 3     | 3        | 1.76     | 1.11    |
| 2012       | オリックス | 2     | 0     | 0     | 0     | 0        | 0     | 0     | 0        | 0           | ----  | 8     | 2.1      | 0        | 0           | 2        | 0     | 0        | 1        | 0     | 0        | 0     | 0        | 0.00     | 0.86    |
| 2013       | オリックス | 2     | 0     | 0     | 0     | 0        | 1     | 0     | 0        | 0           | 1.00  | 7     | 1.0      | 1        | 0           | 3        | 0     | 0        | 1        | 0     | 0        | 3     | 3        | 27.00    | 4.00    |
| 通算：11年 | 通算：11年 | 89    | 1     | 0     | 0     | 0        | 1     | 4     | 1        | 5           | .200  | 413   | 91.0     | 92       | 7           | 58       | 1     | 6        | 89       | 6     | 0        | 54    | 52       | 5.14     | 1.65    |

### 記録
- 初登板：2002年9月29日、対中日ドラゴンズ28回戦（東京ドーム）、9回表に2番手で救援登板・完了、1回無失点
- 初奪三振：2002年10月5日、対阪神タイガース28回戦（阪神甲子園球場）、7回裏に井川慶から空振り三振
- 初セーブ：2002年10月10日、対ヤクルトスワローズ28回戦（東京ドーム）、9回表に5番手で救援登板・完了、1回無失点
- 初先発：2008年4月4日、対北海道日本ハムファイターズ1回戦（京セラドーム大阪）、1回2/3を3失点で敗戦投手
- 初ホールド：2010年6月30日、対東北楽天ゴールデンイーグルス11回戦（京セラドーム大阪）、6回表に2番手で救援登板、2回無失点
- 初勝利：2013年6月16日、対東京ヤクルトスワローズ4回戦（京セラドーム大阪）、6回裏2死に3番手で救援登板、1/3回を無失点

### 背番号
- 64 （2002年 - 2006年）
- 39 （2007年 - 2013年）